# Rinascere
Rinascere è un film televisivo italiano trasmesso in prima serata su Rai 1 domenica 8 maggio 2022. È scritto e diretto da Umberto Marino, prodotto da Rai Fiction, Moviheart e Sud Ovest Records e ha come protagonista Giancarlo Commare. È basato sul libro Rinascere. L'anno in cui ho ricominciato a vivere, narra gli eventi riguardanti l'incidente che il 2 febbraio 2019 ha coinvolto il nuotatore Manuel Bortuzzo.

## Trama
Manuel Bortuzzo è un giovane nuotatore che il 2 febbraio 2019 è stato vittima di un attentato che gli ha causato la paralisi degli arti inferiori. Manuel riprende gli allenamenti con l'obiettivo di partecipare alle Paralimpiadi di Parigi 2024.

## Personaggi e interpreti
- Manuel Bortuzzo, interpretato da Giancarlo Commare. È un giovane nuotatore.
- Franco Bortuzzo, interpretato da Alessio Boni. È il padre di Manuel.
- Martina, interpretata da Gea Dall'Orto.
- Rossella Bortuzzo, interpretata da Francesca Beggio.
- Alfonso, interpretato da Salvatore Nicolella.
- Kevin, interpretato da Pietro Giannini.
- Amica di Martina, interpretata da Chiara Ferrara.
- Alessandro, interpretato da Federico Antonucci.
- Fisioterapista Michela, interpretata da Viktorie Ignoto.
- Allenatore di Manuel, interpretato da Luca Ribezzo
- Edoardo Persia.
- Dottore, interpretato da Giorgio Gobbi.
- Dottore, interpretato da Mimmo Mancini.
- Davide, interpretato da David Coco.
- Jennifer, interpretata da Giorgia Frank.
- Gregorio Paltrinieri, interpretato da sé stesso.
- Gabriele Detti, interpretato da sé stesso.

## Produzione
Il film è stato prodotto da Rai Fiction, Moviheart e Sud Ovest Records.

### Riprese
Le riprese del film si sono concluse il 3 dicembre 2021.

## Promozione
Il trailer del film è stato distribuito il 22 aprile 2022.

## Accoglienza
Il film è andato in onda in prima serata su Rai 1 domenica 8 maggio 2022 e ha totalizzato 3 509 000 telespettatori pari al 18,50% di share.